# Quần đảo Vega
Quần đảo Vega (Vegaøyan (tiếng Na Uy))  là một nhóm các đảo ở biển Na Uy thuộc đô thị Vega, hạt Nordland, Na Uy. Từ năm 2004, nó đã được UNESCO công nhận là Di sản thế giới. Nhóm đảo này gồm khoảng 6.500 hòn đảo nhỏ, ngay phía nam của vòng Bắc Cực, bao quanh đảo chính Vega và đã có người sinh sống từ thời kỳ đồ đá. Các đảo khác trong nhóm bao gồm Igerøya, Ylvingen, và Søla.

## Mô tả
Các hòn đảo là minh chứng cho một lối sống thanh đạm dựa trên hoạt động đánh bắt cá và vịt biển Bắc Âu trong một môi trường khắc nghiệt. Có làng chài, vịnh hẹp, chuồng vịt (được xây dựng cho vịt làm tổ), đất nông nghiệp và ngọn hải đăng. Có bằng chứng về sự định cư của con người từ thời kỳ đồ đá trở đi. Vào thế kỷ thứ 9, các hòn đảo đã trở thành một trung tâm quan trọng cho việc cung cấp nguồn cung cấp lông tơ, dường như chiếm khoảng một phần ba thu nhập của người dân trên đảo.
Quần đảo Vega phản ánh cách mà các thế hệ ngư dân và nông dân trong hơn 1500 năm qua đã duy trì cuộc sống bền vững trong một cảnh quan biển đảo khắc nghiệt gần vòng Bắc Cực, dựa trên hoạt động thu hoạch vịt biển độc đáo hiện nay.
Du khách có thể đến quần đảo bằng phà hoặc tàu cao tốc từ thị trấn Brønnøysund thuộc đô thị Brønnøy, hoặc cũng có thể đến bằng máy bay hoặc đường bộ.

## Lịch sử
Ngoài đảo chính Vega đã có người cư ngụ từ thời đại đồ đá cách đây khoảng 10.000 năm, và là nơi có người cư ngụ lâu đời nhất ở Bắc Na Uy. Các đảo khác cũng có người cư ngụ là Ylvingen, Omnøy, Lånan và Skogsholmen.

## Kinh tế
Trong quá khứ cũng như hiện tại, người dân phần lớn làm nghề nông và nghề đánh bắt cá. Dân cư ngày nay tập trung ở các làng Holand, Valla, Igerøy và Gladstad, làng sau chót là trụ sở của Hội đồng xã và là trung tâm thương mại của đảo Vega. 

## Vùng chim quan trọng
Quần đảo cũng được xác định là một vùng chim quan trọng (IBA) bởi BirdLife International vì nó hỗ trợ quần thể ngỗng xám, ngỗng đen má trắng, vịt nhung mỏ thường, chim lặn mỏ đen, cốc đế, cốc châu Âu, choắt mỏ tím và đại bàng đuôi trắng.